# Santa Aliança

A Santa Aliança em 1840:
----
Áustria
Prússia
Rússia

A Santa Aliança (alemão: Heilige Allianz; russo: Священный союз, Svyashchennyy soyuz; também chamada de Grande Aliança) foi uma coalizão que unia as grandes potências monarquistas da Áustria, Prússia e Rússia. Foi criada após a derrota final de Napoleão a mando do Imperador (Czar) Alexandre I da Rússia e assinada em Paris em 26 de setembro de 1815. A aliança tinha como objetivo conter o liberalismo e o secularismo na Europa na esteira das devastadoras Guerras Revolucionárias Francesas e as Guerras Napoleônicas, e nominalmente conseguiu isso até a Guerra da Crimeia. Otto von Bismarck conseguiu reunir a Santa Aliança após a unificação da Alemanha em 1871, mas a aliança novamente entrou em colapso na década de 1880 devido aos conflitos de interesse entre austríacos e russos sobre a dissolução do Império Otomano.

## Estabelecimento
Ostensivamente, a aliança foi formada para incutir o direito divino dos reis e os valores cristãos na vida política europeia, objetivos perseguidos por Alexandre I sob a influência de sua conselheira espiritual, a baronesa Barbara von Krüdener. Segundo o tratado, os governantes europeus concordariam em governar como "ramos" da comunidade cristã e oferecer serviço mútuo. O acordo foi inicialmente secreto e desacreditado pelos liberais, embora o liberalismo tenha sido efetivamente contido nesta cultura política até as Revoluções de 1848.
Cerca de três meses após a Ata Final do Congresso de Viena, os monarcas da confissão católica (Áustria), protestante (Prússia) e ortodoxa (Rússia) prometeram agir com base na "justiça, amor e paz", ambos em assuntos internos e externos, para “consolidar as instituições humanas e remediar suas imperfeições”.
A Aliança foi rapidamente rejeitada pelo Reino Unido (embora Jorge IV tenha declarado seu consentimento em sua qualidade de Rei de Hanôver), pelos Estados Papais e pelo Império Otomano. Visconde Castlereagh, o Secretário de Relações Exteriores britânico, chamou-a de "um pedaço de sublime misticismo sem sentido".

## Organização
Na prática, o chanceler austríaco e ministro das relações exteriores, o príncipe Klemens von Metternich, fez dele um bastião contra a democracia, a revolução e o secularismo (embora se diga que sua primeira reação foi chamá-la de "um nada retumbante"). Os monarcas da Aliança usaram-no para suprimir a influência revolucionária (especialmente da Revolução Francesa) de entrar em suas próprias nações.
A Aliança é geralmente associada às Alianças Quádruplas e Quíntuplas posteriores, que incluíam o Reino Unido e (a partir de 1818) a França, com o objetivo de defender o acordo de paz europeu e o equilíbrio de poder no Concerto da Europa concluído no Congresso de Viena. Em 29 de setembro de 1818, Alexandre, o imperador Francisco I da Áustria e o rei Frederico Guilherme III da Prússia encontraram-se com o Duque de Wellington, o Visconde Castlereagh e o Duque de Richelieu no Congresso de Aquisgrão para exigir medidas severas contra universitários "demagogos ", que se concretizaria nos Decretos de Carlsbad do ano seguinte. No Congresso de Troppau em 1820 e no Congresso de Laibach que o sucedeu em 1821, Metternich tentou alinhar seus aliados na supressão da revolta Carbonária contra o rei Fernando I das Duas Sicílias. Em 1821, a Aliança se reuniu em Liubliana. A Quíntupla Aliança se reuniu pela última vez no Congresso de Verona em 1822 para aconselhar contra a Revolução Grega e resolver a invasão francesa da Espanha.
As últimas reuniões revelaram o crescente antagonismo com a Grã-Bretanha e a França, especialmente sobre a unificação italiana, o direito à autodeterminação e a Questão Oriental. A Aliança é convencionalmente considerada extinta com a morte de Alexandre em 1825. A França acabou se separando após a Revolução de Julho, deixando o núcleo da Áustria, Prússia e Rússia como um bloco da Europa Central e do Leste Europeu que mais uma vez se congregou em suprimir as revoluções de 1848. A aliança austro-russa finalmente se desfez na Guerra da Crimeia. Embora a Rússia tenha ajudado a suprimir a Revolução Húngara de 1848, a Áustria não tomou nenhuma ação para apoiar seu aliado, declarou-se neutra e até ocupou as terras da Valáquia e da Moldávia no Danúbio durante a retirada russa em 1854. Depois disso, a Áustria permaneceu isolada, que se somou à perda de seu papel de liderança nos estados alemães, culminando em sua derrota durante a Guerra Austro-Prussiana em 1866.